# Belfe
Belfe è stata un'azienda italiana attiva nel settore della moda, con sede a Marostica.

## Storia
Fu fondata nel 1920 da Pasquale Belloni e Franco Festa (il nome Belfe è un acronimo dei due cognomi) che iniziarono la propria attività con la produzione di cappelli di paglia (all'epoca produzione tipica del marosticense e dell'area a sud dell'altopiano di Asiago). Più tardi punterà alla produzione di prodotti innovativi come impermeabili per lo sci e abbigliamento da caccia e capi impermeabilizzati.

Negli anni 1930 l'azienda rimane di proprietà del solo Franco Festa che porta la Belfe a specializzarsi nella produzione di abbigliamento sportivo. L'azienda diventa inoltre fornitrice per l’esercito italiano stanziato in Africa e, dopo il 1945, punta per prima nei capi di abbigliamento in filo di nylon, importato dalla Francia. Negli anni 1950 Belfe indirizza la produzione in abbigliamento per il tempo libero e nel 1954 diventa famosa in tutto il mondo perché fornì l'abbigliamento della spedizione italiana in Himalaya dove gli scalatori Achille Compagnoni e Lino Lacedelli conquistarono il K2. 

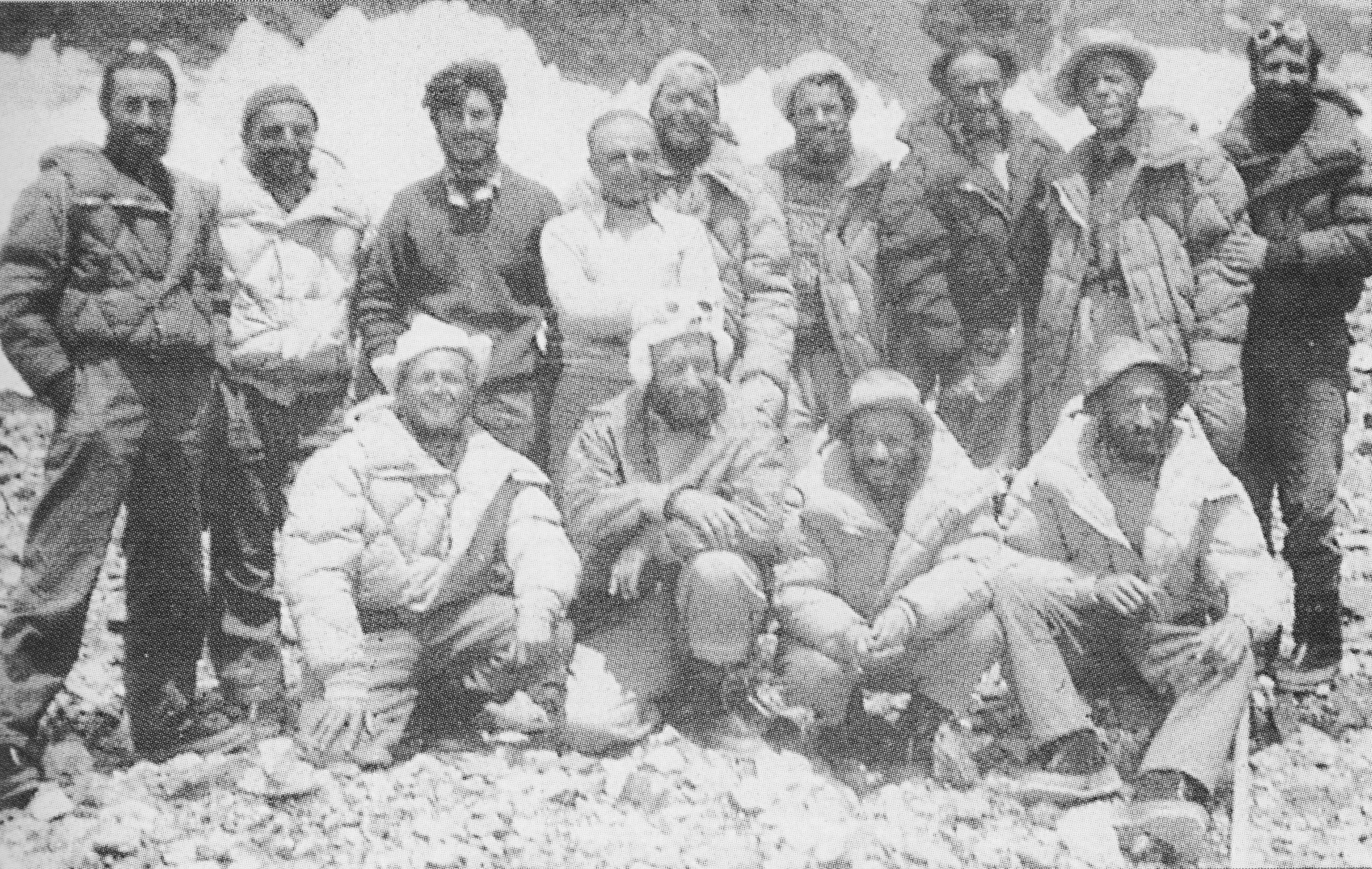
Gli alpinisti della spedizione al K2 del 1954 con abbigliamento Belfe

Negli anni 1990, guidata da Angelo Carlo Festa, Belfe apre la divisione Skinea per la produzione di abiti in pelle per Giorgio Armani. Nel 1998 subentrano alla guida dell’azienda i nipoti di Franco Festa: Ludovico, Stefano e Francesca Festa Marzotto. Nascono le boutique a insegna "Belfe & Belfe", l'azienda produce oltre 2 milioni di capi d'abbigliamento l'anno e vanta 62 punti vendita diretti. Nella stagione 1998-99 diventa main sponsor della squadra di calcio della provincia, il Vicenza, che gioca in serie A. 
Nel 2003 Marco Zonchello viene nominato nuovo direttore generale ed amministratore delegato e l'azienda passa alla finanziaria Medinvest e quindi al manager milanese Alfredo Cionti. Tuttavia, pochi anni dopo, nel 2011, l'azienda cessa l'attività in Italia mantenendo aperto solo uno stabilimento in Bulgaria.